# Mobile (canção)
"Mobile" é uma canção gravada pela cantora e compositora canadense Avril Lavigne para seu álbum de estreia Let Go (2002). Foi composta pela artista em parceira com Clif Magness, que se encarregou também da produção. Musicalmente, é uma obra pop rock cujo conteúdo lírico trata acerca da angústia sentida pela intérprete ao notar como as mudanças constantes do mundo em sua volta afetam sua própria vida. Após o lançamento do disco, críticos musicais publicaram resenhas nas quais ressaltaram o potencial da faixa como um possível single e também destacaram os vocais de Lavigne.
Servindo como o quinto e último foco de divulgação de Let Go, "Mobile" foi lançada em 2003 apenas em algumas regiões do mundo, a exemplo da Nova Zelândia, onde atingiu pico na posição de número 26. A primeira apresentação ao vivo da canção se deu em uma sessão musical acústica promovida pelo AOL em divulgação ao álbum; também esteve presente no repertório das duas primeiras turnês mundiais da artista, Try to Shut Me Up Tour (2002–03) e Bonez Tour (2004–05). Durante os Jogos Olímpicos de Inverno de 2006, Lavigne voltou a interpretar "Mobile", pela última vez. Ademais, apareceu nos filmes The Medallion (2003), Just Married (2003) e Wimbledon (2004). Um videoclipe para a faixa foi filmado nas estradas de Los Angeles em dezembro de 2002 e ocultado por cerca de 8 anos até surgir na Internet em janeiro de 2011, com cenas de Lavigne tocando guitarra, andando pela estrada e lacrimejando.

## Antecedentes e lançamento
Após assinar em novembro de 2000 com a Arista Records, Lavigne iniciou os preparativos para a criação de seu álbum de estreia. Embora com dificuldades quanto a definir um som próprio, ela estava desejosa por escrever seu próprio material, contrariando as investidas de sua gravadora, que lhe ofereceu canções já prontas. O processo teve início em Nova Iorque, onde a cantora reuniu-se com compositores e produtores profissionais, mas o material resultante não a agradou. Foi então que se dirigiu a Los Angeles, para trabalhar com o produtor e compositor Clif Magness, que lhe concedeu mais liberdade criativa. Eles compuseram cinco faixas para o projeto — "Losing Grip", "Mobile", "Unwanted", "My World" e "Too Much to Ask" —, todas gravadas no estúdio Blue Iron Gate, localizado em Santa Mônica, na Califórnia. Como a direção sonora tomada pelos dois não satisfez sua gravadora, Lavigne terminou a criação do disco com a equipe de produção The Matrix. O disco, intitulado Let Go, foi impulsionado pelo bom desempenho dos singles "Complicated", "Sk8er Boi" e "I'm with You", atingindo bons números em várias partes do mundo.
Enquanto excursionava com a Try to Shut Me Up Tour, Lavigne enfrentou acusações do trio The Matrix, que alegou haver composto a maior parte dos singles supracitados, embora os royalties de publicação tenham sido divididos igualmente entre os membros da equipe e a intérprete. Em uma entrevista concedida em março de 2003 para a Rolling Stone, Lavigne revelou seu desagrado quanto a ter trabalhado com o trio, já que o álbum deveria ter soado mais como as colaborações com Magness, o que não ocorreu por interferência da Arista. Contrariando a vontade de sua gravadora, a artista escolheu "Losing Grip" como o quarto single de Let Go em vez de "Anything but Ordinary", coescrita e produzida pela equipe The Matrix. A Nova Zelândia não teve a comercialização de "Losing Grip", sendo "Mobile" lançada pela BMG em seu lugar. "Mobile" apareceu nos filmes The Medallion e Just Married, ambos de 2003, e Wimbledon, de 2004.

## Composição
"Mobile" é uma canção pop rock cujas letras tratam a respeito da angústia sentida pela intérprete ao notar como as mudanças constantes do mundo em sua volta afetam sua própria vida. Com um tom confessional, suas letras revelam ainda o cansaço quanto a um estilo de vida transitório e o desejo de encontrar estabilidade. De acordo com a partitura publicada por EMI Music Publishing em Musicnotes.com, "Mobile" foi composta no tom de lá maior, com um andamento moderado cujo metrônomo é de 100 batidas por minuto. O alcance vocal na faixa varia entre lá de três oitavas e ré de seis oitavas.

## Recepção
Alguns críticos musicais comentaram sobre "Mobile" em suas resenhas de Let Go. Pat Blashill, da Rolling Stone, disse que a faixa seria "o próximo grande êxito completamente inescapável" de Lavigne e completou: "Enquanto Lavigne lamenta ondas de guitarras acústicas e elétricas, sua grande voz ocasionalmente se torna arrastada, uma sugestão casual de que ela pode ser, de todas as coisas, uma excelente cantora country em formação". Dave Donnelly, da Sputnikmusic, comentou que a canção contrasta "um verso evocativo" de "Pull" (1996), da banda estadunidense Blind Melon, com "um refrão que poderia ter sido retirado de qualquer canção alternativa dos anos 90". O analista também questionou porque a faixa não foi lançada como um single mundial; de acordo com ele, "Mobile" possuía potencial para ser um sucesso de rádios de rock.
Na parada de singles da Nova Zelândia, "Mobile" estreou na 36.ª posição e foi continuamente subindo nas atualizações seguintes até atingir seu pico no número 26 na semana terminada em 8 de junho de 2003. A canção ficou por um total de 11 semanas no gráfico do país.

## Apresentações ao vivo
"Mobile" foi apresentada ao vivo pela primeira vez em 8 de abril de 2002, em uma sessão musical acústica para AOL, sendo esta também a primeira apresentação voltada para promover Let Go. Após isso, a faixa foi sendo interpretada em diversas ocasiões, além de ter sido incluída no repertório da primeira turnê mundial da cantora, a Try to Shut Me Up Tour, iniciada em dezembro daquele ano. Um dos últimos concertos dessa turnê foi filmado e lançado no álbum ao vivo My World, no qual "Mobile" é o terceiro número. A obra voltou a ser apresentada durante a segunda turnê mundial da artista, a Bonez Tour, entre 2004 e 2005. A última vez em que foi apresentada ao vivo foi durante a participação de Lavigne nos Jogos Olímpicos de Inverno de 2006.

## Videoclipe
Um videoclipe para "Mobile" foi filmado nas estradas de Los Angeles em dezembro de 2002. Sem nenhuma razão específica, o material foi ocultado por pouco mais de 8 anos, mas acabou surgindo no Youtube em 5 de janeiro de 2011. Em suas cenas, Lavigne, de camiseta laranja, toca guitarra e anda por uma estrada deserta, com algumas cenas dela cantando e lacrimejando ao mesmo tempo que canta e toca.
Para a página Idolator, o comentarista Robbie Daw julgou o videoclipe como "simples", uma opinião também compartilhada por Kevin Rutherford da Billboard, o qual ainda disse que "esse breve retorno à princesa punk-pop de 2002 é bem-vindo" para os que desejam algo de Lavigne à moda antiga.

## Créditos
Créditos de "Mobile" adaptados do encarte de Let Go.
- Avril Lavigne – vocais, composição
- Clif Magness – composição, produção, baixo, guitarra, teclados, programação, engenharia de gravação
- Tom Lord-Alge – mixagem
- Steve Gryphon – engenharia de gravação adicional
- Tom Hardisty – assistência adicional da engenharia de gravação
- Femio Hernandez – assistência da mixagem
- Josh Freese – bateria